# 大島研三
大島 研三（おおしま けんぞう、1907年（明治40年）9月24日 - 2008年（平成20年）4月1日）は、日本の内科学者である。

## 経歴・人物
愛知県名古屋市に生まれ、東京帝国大学医学部（現在の東京大学大学院医学系研究科・医学部）に入学する。1931年（昭和6年）に卒業後は同大学の教授だった呉建が担当する内科教室に所属し、筋ジストロフィー発症の実験的研究に携わったことで1938年（昭和13年）に医学博士を取得した。その後は都立養育院付属医院の院長を経て、戦後当時二大腎臓病であった腎結核や高血圧による動脈硬化の研究にも携わる。
1953年（昭和28年）には日本大学の教授となり、教鞭を執る傍ら血液透析機器の普及等にあたった。また1959年（昭和34年）には日本腎臓学会の設立にも携わり、同時に理事長を兼任し1965年（昭和40年）には同会長も就任する。1972年（昭和47年）にはアメリカ合衆国で腎臓財団の設立および同団体の初代理事長に就任する等、海外でも活動拠点にあたった。1974年（昭和49年）には日本動脈硬化学会の会長となり、翌1975年（昭和50年）に日本大学を定年退官し同大学の名誉教授となる。また1976年（昭和51年）には国際動脈硬化学会の会長ともなり、1990年（平成2年）に東京で開催された第11回国際腎臓学会の会長としても活動した。1994年（平成6年）にイスラエルで開催された第12回国際腎臓学会の会長にも出席し、1997年（平成9年）には自身の名が付けられた「大島賞」が開始された。

## 受賞・栄典
- ベルツ賞 - 1968年
- 勲二等瑞宝章 - 1982年（昭和57年）受章[2]。

## 著書
- 『内科診断学』- 冲中重雄、高橋忠雄との共著。